# Mike Holmgren
Pour les articles homonymes, voir Holmgren.
Michael George « Mike » Holmgren , né le 15 juin 1948 à San Francisco, est un joueur et entraîneur américain de football américain.

## Biographie
En National Football League (NFL), il est connu pour ses rôles aux 49ers de San Francisco (entraîneur des quarterbacks entre 1986 et 1988, coordinateur offensif entre 1989 et 1991), aux Packers de Green Bay (entraîneur-chef entre 1992 et 1998), aux Seahawks de Seattle (entraîneur-chef entre 1999 et 2008) et aux Browns de Cleveland (président entre 2010 et 2012).